# 타냐 치숌

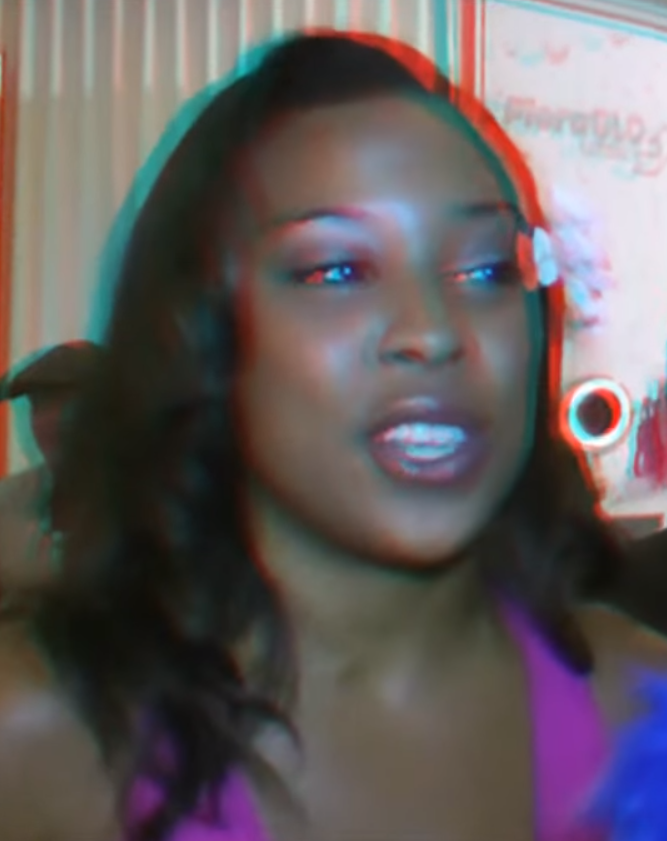

태니아 치점(Tanya Chisholm, 영어 발음: /ˈtænyə ˈtʃɪzəm/, 1983년 7월 1일 ~ )은 미국의 배우, 무용가이다.
포트로더데일에서 태어났다.

## 출연 작품

### 영화
- 하이 스쿨 뮤지컬 2 (2007)
- 파이어드 업! (2009)
- 리걸리 브론디스 (2009)
- 빅 타임 무비 (2012, Big Time Movie)
- The Rose Window (2014) - 단편

### 텔레비전
- 빅 타임 러쉬 (2009-13) - 켈리 웨인라이트 역